# Marie Aragonská (1482–1517)
Marie Aragonská (španělsky María de Aragón y Castilla, 29. června 1482, Córdoba – 7. března 1517, Lisabon) byla rodem španělská princezna a sňatkem s králem Manuelem I. portugalská královna.

## Životopis

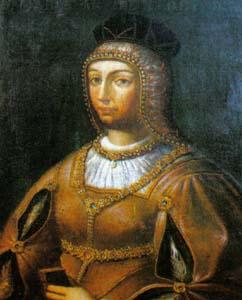
Rainha D. Maria de Aragão e Castela.

Marie se narodila jako čtvrté dítě Katolických Veličenstev Isabely Kastilské a Ferdinanda II. Aragonského. Jejími staršími sestrami byly Isabela, první žena pozdějšího Mariina manžela Manuela I., a Jana Kastilská, manželka burgundského vévody Filipa I. Sličného, mladší sestrou pak manželka anglického krále Jindřicha VIII. Kateřina Aragonská. Její jediný bratr a následník trůnu zemřel půl roku po sňatku s Markétou Habsburskou.
Marie byla velmi krásná žena modrých očí a světle rudohnědých vlasů, tedy s typickými znaky členů rodu Trastámarů, potomků Petra I. Kastilského.

### Manželství

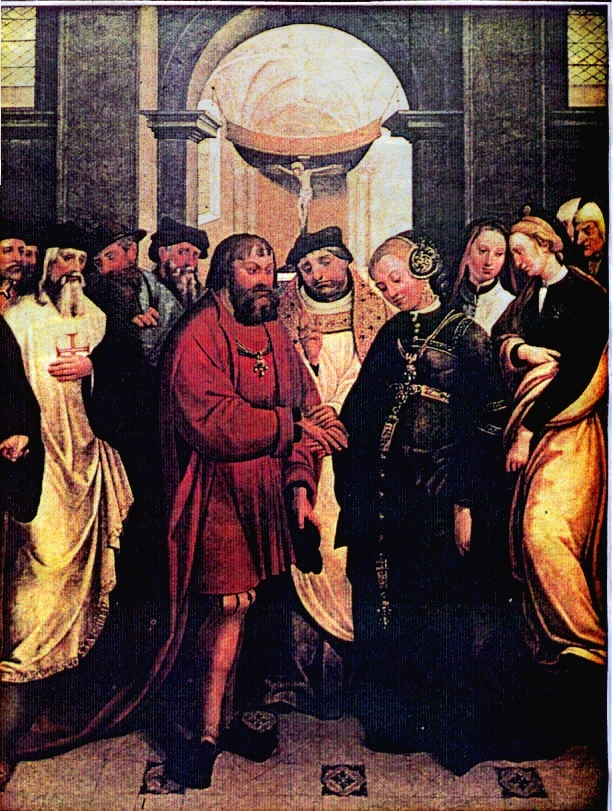
Svatba Marie Aragonské a Manuela I.

Mariini rodiče původně plánovali její sňatek se skotským králem Jakubem IV. Skotským; v té době se její mladší sestra Kateřina provdala za anglického následníka trůnu Artura a Katolická Veličenstva doufala, že dvě sestry jako dvě královny sousedních zemí Anglie a Skotska dokáží udržet mír mezi svými manželi. Plány však vzaly za své, když roku 1498 zemřela její starší sestra Isabela, manželka portugalského krále Manuela I. V rámci pokračování politiky sňatků mezi královskými rodinami Španělska a Portugalska byla Marie 30. října roku 1500 v Alcazar de Sal provdána za Manuela I., vdovce po své starší sestře Isabele, jež zemřela dva roky předtím. Manželství s Marií umožňovalo Manuelovi plánovat budoucí sjednocení království iberského poloostrova pod jeho vládou.
Kromě dalších výsad a darů ji král poskytl jako věno města Viseu a Torres Vedras.
Marie byla horlivou stoupenkyní Manuelových snah majících za cíl zničení islámských svatých měst Mekky a Mediny, obsazení území ovládaných muslimy a zpětného dobytí svatých míst křesťanských, především Jeruzaléma.
Stejně tak podporovala svého manžela v jeho snahách o „očištění“ Portugalska od Židů a muslimů; v roce 1508 od něj získala odpuštění za násilný a ničivý pogrom proti Židům v roce 1506.

## Potomci
Z manželství Marie a Manuela, jež trvalo 17 let, vzešlo deset potomků, z nichž osm se dožilo dospělosti, pouze dva zemřeli jako děti:
- Jan III. (6. června 1502 – 11. června 1557), král portugalský a algavre od roku 1521 až do své smrti, ⚭ 1525 Kateřina Habsburská (14. ledna 1507 – 12. února 1578)
- Isabela (24. října 1503 – 1. května 1539), ⚭ 1526 Karel V. (24. února 1500 – 21. září 1558), španělský král, římský král a císař, vévoda burgundský
- Beatrix (31. prosince 1504 – 8. ledna 1538), svrchovaná hraběnka z Asti, ⚭ 1521 Karel III. Savojský (10. října 1486 – 17. srpna 1553), vévoda savojský
- Ludvík (3. března 1506 – 27. listopadu 1555), vévoda z Beji, zemřel svobodný, ale měl nelegitimního syna, Antonína, který byl po dobu 33 dní v roce 1580 portugalským králem
- Fernand (5. června 1507 – 7. listopadu 1534), vévoda z Guardy a Trancosa, ⚭ 1530 Guiomar Coutinho, 5. hraběnka z Marialva
- Alfons (23. dubna 1509 – 21. dubna 1540), kardinál, lisabonský arcibiskup
- Jindřich I. (31. ledna 1512 – 31. ledna 1580), král portugalský a algarve od roku 1578 až do své smrti, svobodný a bezdětný
- Marie (*/† 3. února 1513)
- Eduard (7. října 1515 – 20. září 1540), vévoda de Guimarães, ⚭ 1537 Isabel z Braganzy (1514–1576)
- Antonio (*/† 9. září 1516)

### Smrt
Marie zemřela v Lisabonu 7. března roku 1517, ve věku 35 let, v souvislosti s komplikacemi po porodu posledního dítěte, syna Antonia, který se narodil 9. září předchozího roku a žil jen několik dní. K poslednímu odpočinku byla uložena v Klášteře svatého Jeronýma v Belému u Lisabonu (dnes Lisabonské předměstí).

## Vývod z předků
|                 |                             |  |                  |                            |  |  |  |  |  |  |  | Jan I. Kastilský |
|                 |                             |  |                  |                            |  |  |  |  |  |  |  |                  |
|                 | Ferdinand I. Aragonský      |  |                  |                            |  |  |  |  |  |  |  |                  |
|                 |                             |  |                  |                            |  |  |  |  |  |  |  |                  |
|                 |                             |  |                  | Eleonora Aragonská         |  |  |  |  |  |  |  |                  |
|                 |                             |  |                  |                            |  |  |  |  |  |  |  |                  |
|                 | Jan II. Aragonský           |  |                  |                            |  |  |  |  |  |  |  |                  |
|                 |                             |  |                  |                            |  |  |  |  |  |  |  |                  |
|                 |                             |  |                  | Sancho Kastilský           |  |  |  |  |  |  |  |                  |
|                 |                             |  |                  |                            |  |  |  |  |  |  |  |                  |
|                 | Eleonora z Alburquerque     |  |                  |                            |  |  |  |  |  |  |  |                  |
|                 |                             |  |                  |                            |  |  |  |  |  |  |  |                  |
|                 |                             |  |                  | Beatrix Portugalská        |  |  |  |  |  |  |  |                  |
|                 |                             |  |                  |                            |  |  |  |  |  |  |  |                  |
|                 | Ferdinand II. Aragonský     |  |                  |                            |  |  |  |  |  |  |  |                  |
|                 |                             |  |                  |                            |  |  |  |  |  |  |  |                  |
|                 |                             |  |                  | Alfonso Enriquez           |  |  |  |  |  |  |  |                  |
|                 |                             |  |                  |                            |  |  |  |  |  |  |  |                  |
|                 | Fadrique Enríquez           |  |                  |                            |  |  |  |  |  |  |  |                  |
|                 |                             |  |                  |                            |  |  |  |  |  |  |  |                  |
|                 |                             |  |                  | Juana de Mendoza y Ayala   |  |  |  |  |  |  |  |                  |
|                 |                             |  |                  |                            |  |  |  |  |  |  |  |                  |
|                 | Jana Enríquezová            |  |                  |                            |  |  |  |  |  |  |  |                  |
|                 |                             |  |                  |                            |  |  |  |  |  |  |  |                  |
|                 |                             |  |                  | Diego Fernández de Córdova |  |  |  |  |  |  |  |                  |
|                 |                             |  |                  |                            |  |  |  |  |  |  |  |                  |
|                 | Mariana Fernández z Córdoby |  |                  |                            |  |  |  |  |  |  |  |                  |
|                 |                             |  |                  |                            |  |  |  |  |  |  |  |                  |
|                 |                             |  |                  | Inés de Ayala y Toledo     |  |  |  |  |  |  |  |                  |
|                 |                             |  |                  |                            |  |  |  |  |  |  |  |                  |
| Marie Aragonská |                             |  |                  |                            |  |  |  |  |  |  |  |                  |
|                 |                             |  |                  |                            |  |  |  |  |  |  |  |                  |
|                 |                             |  | Jan I. Kastilský |                            |  |  |  |  |  |  |  |                  |
|                 |                             |  |                  |                            |  |  |  |  |  |  |  |                  |
|                 | Jindřich III. Kastilský     |  |                  |                            |  |  |  |  |  |  |  |                  |
|                 |                             |  |                  |                            |  |  |  |  |  |  |  |                  |
|                 |                             |  |                  | Eleonora Aragonská         |  |  |  |  |  |  |  |                  |
|                 |                             |  |                  |                            |  |  |  |  |  |  |  |                  |
|                 | Jan II. Kastilský           |  |                  |                            |  |  |  |  |  |  |  |                  |
|                 |                             |  |                  |                            |  |  |  |  |  |  |  |                  |
|                 |                             |  |                  | Jan z Gentu                |  |  |  |  |  |  |  |                  |
|                 |                             |  |                  |                            |  |  |  |  |  |  |  |                  |
|                 | Kateřina z Lancasteru       |  |                  |                            |  |  |  |  |  |  |  |                  |
|                 |                             |  |                  |                            |  |  |  |  |  |  |  |                  |
|                 |                             |  |                  | Konstancie Kastilská       |  |  |  |  |  |  |  |                  |
|                 |                             |  |                  |                            |  |  |  |  |  |  |  |                  |
|                 | Isabela Kastilská           |  |                  |                            |  |  |  |  |  |  |  |                  |
|                 |                             |  |                  |                            |  |  |  |  |  |  |  |                  |
|                 |                             |  |                  | Jan I. Portugalský         |  |  |  |  |  |  |  |                  |
|                 |                             |  |                  |                            |  |  |  |  |  |  |  |                  |
|                 | Jan Portugalský             |  |                  |                            |  |  |  |  |  |  |  |                  |
|                 |                             |  |                  |                            |  |  |  |  |  |  |  |                  |
|                 |                             |  |                  | Filipa z Lancasteru        |  |  |  |  |  |  |  |                  |
|                 |                             |  |                  |                            |  |  |  |  |  |  |  |                  |
|                 | Isabela Portugalská         |  |                  |                            |  |  |  |  |  |  |  |                  |
|                 |                             |  |                  |                            |  |  |  |  |  |  |  |                  |
|                 |                             |  |                  | Alfons z Braganzy          |  |  |  |  |  |  |  |                  |
|                 |                             |  |                  |                            |  |  |  |  |  |  |  |                  |
|                 | Isabela z Braganzy          |  |                  |                            |  |  |  |  |  |  |  |                  |
|                 |                             |  |                  |                            |  |  |  |  |  |  |  |                  |
|                 |                             |  |                  | Beatriz Pereira de Alvim   |  |  |  |  |  |  |  |                  |
|                 |                             |  |                  |                            |  |  |  |  |  |  |  |                  |